# Capibreve
Die Capibrevi sind eine wichtige Quelle über die Lehen von Sizilien. Beim Studium von Akten in der königlichen Kanzlei fand der Kanzleisekretär Gian Luca Barberi, dass viele Lehnsinhaber, sowohl kirchliche als weltliche, ihre Verpflichtungen gegenüber der Krone nicht erfüllten. Er untersuchte daher sämtliche Akten der Kanzlei und fasste sie in verschiedene Capibrevi (Zusammenfassungen) zusammen. Infolge seiner Studie wurden einige Barone verhaftet und ihre Güter beschlagnahmt. Da viele Dokumente in späterer Zeit verloren gingen, sind die Capibrevi eine zuverlässige Quelle über die Besitzverhältnisse der Lehen auf Sizilien.
Das sizilianische Parlament opponierte heftig, mit der Begründung, dass König Ferdinand geschworen hätte, die Gesetze Siziliens zu respektieren. Darunter befand sich das Gesetz Königs Alfons von 1452, der die Barone als rechtmäßige Lehnsinhaber anerkannt hatte, wenn sie sich im Besitz des Lehens befanden.

## Editionen
- G. Silvestri: I Capibrevi di Giovanni Luca Barberi. I feudi dei tre Valli di Sicilia, ora per la prima volta pubblicati. 3 Bände. Palermo 1879–1888 (anastatischer Nachdruck 1985).
- G. Stalteri Ragusa (Hrsg.): Il Magnum Capibrevium dei feudi maggiori. 2 Bände. Palermo 1993.
- Giovan Luca Barberi: Beneficia Ecclesiastica, I Vescovadi e abbazie. a c. di I. Peri, Palermo 1962.
- Giovan Luca Barberi: Beneficia Ecclesiastica II. a c. di I. Peri, Palermo 1963.
- E. Mazzarese Fardella (Hrsg.): J. Luca de Barberiis Liber de Secretiis. (= Acta Italica. II). Mailand 1966.